# Гукасов, Григорий Андреевич
Григорий Андреевич Гукасов (род. 26 марта 1980 года, Ленинград, РСФСР, СССР) — российский художник-живописец, член-корреспондент РАХ (2019).

## Биография
Родился 26 марта 1980 года в Ленинграде, где живет и работает.
В 1999 году - окончил Краснодарское художественное училище.
В 2006 году - окончил Санкт-Петербургский государственный академический институт живописи, скульптуры и архитектуры имени И. Е. Репина, монументальная мастерская под руководством профессора А. А. Мыльникова; в 2009 году - окончил аспирантуру там же, под руководством профессора А. К. Быстрова.
С 2007 года - член Союза художников России, с 2009 года - член Петровской академии наук и искусств.
С 2015 года - советник Российской академии естественных наук.
С 2015 года - старший преподаватель кафедры рисунка факультета живописи Санкт-Петербургского государственного академического института живописи, скульптуры и архитектуры имени И. Е. Репина (сейчас - Санкт-Петербургской академии художеств имени Ильи Репина).
В 2019 году - избран членом-корреспондентом Российской академии художеств от Отделения живописи.

## Творческая деятельность
Автор 17 икон для церкви Святых и Праведных Симеона Богоприимца и Пророчицы Анны (Санкт-Петербург), также участвовал в создании икон для церкви Пантелеймона Целителя в большом Ораниенбаумском дворце, росписи церкви святого Иоанна Крестителя в городе Литл Фолс (США).
Основные произведения
- станковые работы: «Казачий круг» (2006, холст, масло, 205х400), «Тишина. 1918 год» (2006, холст, масло, 110х120), «Песня» (2008, холст, масло, 300х554), «Мы от рода русского…» (2009, холст, масло, 200х400), «Ночь Ивана Купала» (2010, холст, масло, 200х300), «Казаки-Разбойники» (2010, холст, масло, 200х270), «Русский бунт» (2010-2013, холст, масло, 282х500), триптих «Стенка на стенку» (2015-2017, холст, масло, 200х800), «Добрый вестник» (2017, холст, масло, 270х200), «Победители» (2017-2019, холст, масло, 260х340);
- монументальные работы: витражи станции Парнас Санкт-Петербургского Метрополитена (в соавторстве с Е. Быстровым, С. Хваловым, 2006).

Участник международных, российских и областных выставок с 2005 года. Персональные выставки прошли в итальянском зале Санкт-Петербургского государственного академического института живописи, скульптуры и архитектуры имени И. Е. Репина (2009); галерее «N-проспект» (Санкт-Петербург, 2010); Китае (2010-2011).
Произведения находятся в коллекции Центрального музея Великой Отечественной войны 1941-1945 годов (Москва), собрании Совета Федераций РФ и Кубанского казачьего войска, в государственных музеях Китая (Гуанчжоу, Нимбо).

## Награды
- Грант «Музы Санкт-Петербурга» в номинации «Живопись» (2006)
- Бронзовый сфинкс от Совета ректоров и Правительства Санкт-Петербурга за лучшую дипломную работу (2006)
- Бронзовая медаль «За Мастерство» и медаль лауреата Фонда «Культурное достояние» (2009)
- Медаль «За заслуги перед отечественной культурой» Российской академии естественных наук (2015)
- Медаль «Павел Третьяков» РАЕН (2017)
- благодарность ЗАГС Санкт-Петербурга (2019)

Награды РАХ
- диплом РАХ (2007, 2020)
- Серебряная медаль РАХ (2009)
- Золотая медаль РАХ (2016)
- благодарность РАХ (2021)